# Invasió de Tulagi
La invasió de Tulagi del 3 i 4 de maig de 1942 va ser un conflicte bèl·lic que va formar part de l'Operació Mo, l'estratègia de l'Imperi del Japó en el front del Pacífic sud i sud-oest en 1942. El pla consistia que l'Armada Imperial Japonesa capturés Tulagi i les illes properes del protectorat de les Illes Salomó. L'ocupació de Tulagi havia de donar protecció al flanc de les forces japoneses que avançaven a Port Moresby en Nova Guinea, així com proveir a les forces d'una base des de la qual poguessin amenaçar i interceptar les rutes de comunicació entre els Estats Units i Austràlia i Nova Zelanda.
Sense els mitjans necessaris per poder resistir l'ofensiva japonesa en les Salomó, el Comissionat Resident britànic del protectorat de les Salomó i les escasses tropes australianes assignades a defensar Tulagi van evacuar l'illa just abans de l'arribo de les tropes japoneses el 3 de maig. No obstant això, l'endemà una força especial de portaavions nord-americans en camí a Port Moresby per lluitar contra l'avanç japonès (el que va resultar en la batalla del Mar de Coral) va atacar per aire a les forces invasores que estaven desembarcant, destruint o danyant diversos bucs i aeronaus que estaven involucrades en l'operació. De qualsevol forma els japonesos van ocupar reeixidament Tulagi i van començar la construcció d'una petita base naval.
Durant diversos mesos següents els japonesos van establir una base naval per a l'abastiment de combustible, comunicacions i d'hidroavions en Tulagi i els illots propers de Gavutu i Tanambogo i, al juliol de 1942, van començar a construir un aeròdrom a Guadalcanal. Les activitats japoneses en Tulagi i Guadalcanal van ser observades per avions aliats de reconeixement així com per coastwatchers australians estacionats a l'àrea. Atès que aquestes activitats amenaçaven les seves línies de subministrament i comunicació en el sud del Pacífic, els Aliats contraatacaran amb desembarcaments en Guadalcanal i Tulagi el 7 d'agost de 1942, donant inici a la crítica campanya de Guadalcanal i una sèrie de batalles entre tots dos bàndols el que, juntament amb la campanya de Nova Guinea, decidiria el curs de la guerra en el Pacífic sud.

## Història

### Context
El 7 de desembre els japonesos van atacar Pearl Harbor, Hawaii, deixant inutilitzats la major part dels cuirassats de la flota nord-americana del Pacífic i començant un estat de guerra formal entre ambdues nacions. En llançar aquest atac, els líders japonesos buscaven neutralitzar la seva flota, apoderar-se de llocs rics en recursos naturals i obtenir bases militars estratègiques per defensar el seu imperi. Poc després, altres nacions com el Regne Unit, Austràlia i Nova Zelanda es van unir als Estats Units com a aliats en la guerra contra el Japó. En paraules de la «Ordre secreta Número u» de la Flota Combinada de l'Armada Imperial Japonesa, datada l'1 de novembre de 1941, els objectius inicials de les campanyes d'aquesta imminent guerra eren «(expulsar) a les forces britàniques i nord-americanes de les Índies Neerlandeses i les Filipines, per establir una política d'autosuficiència autònoma i independència econòmica». Per realitzar aquests objectius, durant els primers mesos de 1942 les forces japoneses també van atacar i van prendre el control de les Filipines, Tailàndia, Malàisia, Singapur, les Índies Orientals Neerlandeses, l'Illa Wake, Nova Bretanya, les Illes Gilbert i Guam.
El vicealmirall Shigeyoshi Inoue, comandant de la 4a Flota japonesa (també anomenada flota dels mars del sud) i formada per la majoria de les unitats navals del Pacífic Sud, advocava per prendre Lae, Salamaua i Port Moresby en Nova Guinea i Tulagi en les Salomó. Inoue creia que la captura i control d'aquestes ubicacions podria proveir més seguretat a la base japonesa més gran, localitzada en Rabaul, en Nova Bretanya. L'Estat Major Naval va aprovar el pla de Inoue i va començar a planejar operacions futures, utilitzant aquestes ubicacions com a bases de suport; prendrien Nauru, l'illa Ocean, Nova Caledònia, Fiji i Samoa i, per tant, tallarien les línies de proveïment entre Austràlia i Estats Units. L'objectiu a més seria reduir o eliminar a Austràlia com una amenaça a les posicions japoneses en el sud del Pacífic.
L'Exèrcit Imperial Japonès va donar suport a la idea de prendre Port Moresby a l'abril de 1942 i amb l'Armada, va desenvolupar un pla d'atac denominat «Operació Mo». El pla també incloïa la presa de Tulagi, una petita illa situada al sud de les Salomó, on s'establiria una base d'hidroavions que s'utilitzaria contra territoris aliats i les seves forces en el sud del Pacífic. Encara que l'almirall Isoroku Yamamoto, comandant de la Flota Combinada, estava planejant una operació amb la qual esperava atreure a la flota del Pacífic de l'Armada dels Estats Units a una batalla decisiva en el Pacífic central, va enviar a alguns dels seus vaixells més grans per recolzar l'operació, col·locant a Inoue com a encarregat de les forces navals enviades.

### Moviments previs

L'àrea del Pacífic en 1942. Les línies vermelles il·lustren els territoris inclosos en aquest moment a l'Imperi del Japó. Guadalcanal i Tulagi es troben al centre, en la part inferior del mapa.

Una força consistent en dos portaavions pesats, un portaavions lleuger, un porta hidroavions, nou creuers i 13 destructors es van dividir en diversos elements per auxiliar el comboi d'invasió que es dirigia a Port Moresby, així com per atacar als vaixells de guerra enemics que s'apropessin a l'àrea per respondre davant la invasió. La força d'invasió de Tulagi, la qual consistia en els destructors Kikuzuki i Iūzuki, els minadores-transports Okinoshima i Kōei Maru, els dragamines Wa #1, Wa #2, Hagoromo Maru, Noshiro Maru #2 i Tama Maru, els cazasubmarinos Toshi Maru #3 i Tama Maru #8 i els transports Azumasan Maru, i comandada pel contraalmirall Kiyohide Shima (el seu vaixell almirall era el Okinoshima), va partir de Rabaul el 30 d'abril i es va dirigir a les Salomó. El contraalmirall Aritomo Gotō va brindar cobertura aèria per a la invasió amb la seva flota d'un portaavions lleuger (Shōhō), quatre creuers i un destructor, localitzats just a l'oest de les Salomó centrals. Un altre grup extern de cobertura comandat pel contraalmirall Kuninori Marumo, integrada per dos creuers lleugers, el porta hidroavions Kamikawa Maru i tres canoneres, es van unir al grup principal de cobertura per a la invasió de Tulagi. Una vegada que l'illa estigués assegurada el 3 o 4 de maig, les flotes de cobertura proporcionarien recolzo en la invasió de Port Moresby.
En aquest moment Tulagi era la capital del protectorat de les Illes Salomó Britàniques, el qual incloïa totes les Salomó a excepció de Bougainville i Buka. William Sydney Marchant, el Comissionat Resident de les Salomó i comandant a càrrec de la defensa local, va dirigir l'evacuació de la majoria dels civils blancs residents a Austràlia al febrer de 1942. Marchant va ser evacuat a Malaita al mes següent.
Les úniques forces aliades militars en Tulagi eren 24 Comandos de l'Exèrcit australià sota el comandament del capità A. L. Goode, a més de prop de 25 membres l'11è Esquadró de la Real Força Aèria Australiana sota el comandament de l'oficial de vol R. B. Peagam, els qui operaven una base d'hidroavions en Gavutu-Tanambogo amb quatre avions de reconeixement PBY Catalina. A més, tres coastwatchers aliats es trobaven a prop, en Guadalcanal. La seva labor era reportar qualsevol moviment enemic o activitat sospitosa que observessin en les proximitats de les estacions. Tots els coastwatcher eren comissionats com a oficials de la Real Reserva Naval de Voluntaris Australians, organisme dirigit pel capità de corbeta Eric Feldt, qui es trobava en Townsville, Austràlia, pensant que es podia prevenir que anessin executats per espionatge.

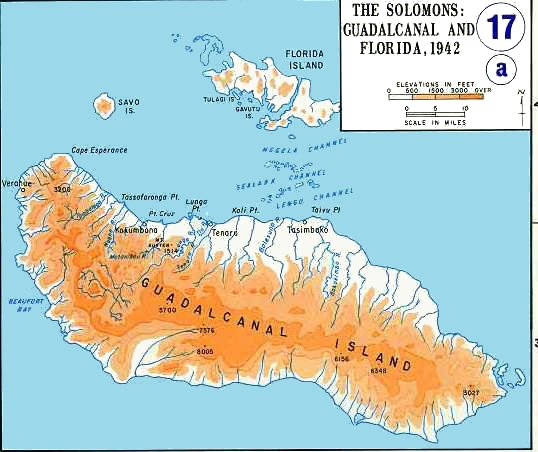
Mapa de Guadalcanal i Tulagi en 1942.

Durant la major part del mes d'abril els japonesos van mantenir bombardejos poc metòdics en Tulagi, els quals van causar poc o cap dany. Els coastwatchers de Guadalcanal generalment podien avisar a les tropes australianes de l'illa quan les aeronaus enemigues s'aproximaven, però les tropes no comptaven amb l'armament necessari per fer-los front seriosament. El 25 d'abril Tulagi va ser bombardejat per vuit aeronaus. Bombardejos similars van tenir lloc gairebé diàriament durant la setmana següent, quan un bombardeig, l'1 de maig, va danyar seriosament una de les Catalinas de Gavutu. Els Catalinas restants van evacuar reeixidament el mateix dia.
Personal aliat d'intel·ligència havia desxifrat la major part dels plans de l'Operació Mo gràcies al fet que havien interceptat missatges per radi des de Melbourne, Austràlia, Pearl Harbor i Hawái. Basant-se en aquesta informació, el 22 d'abril l'almirall Chester Nimitz, estacionat en Pearl Harbor, va dirigir les forces aliades cap al Mar de Coral per interceptar l'operació. El 27 d'abril la Força Especial 17 (TF17) del portaavions USS Yorktown, sota el comandament del vicealmirall Frank Jack Fletcher, va sortir de Tonga i es va unir per força Especial 11 (TF11) del portaavions USS Lexington aproximadament a 480 quilòmetres al nord-oest de Nova Caledònia l'1 de maig. Aquest mateix dia Fletcher va despatxar a la TF11 perquè recarregués combustible, esperant tornar-se a ajuntar amb el Lexington i els seus escortes el 4 de maig en una posició predeterminada en el Mar de Coral.

### Desembarcaments del dia 3 de maig

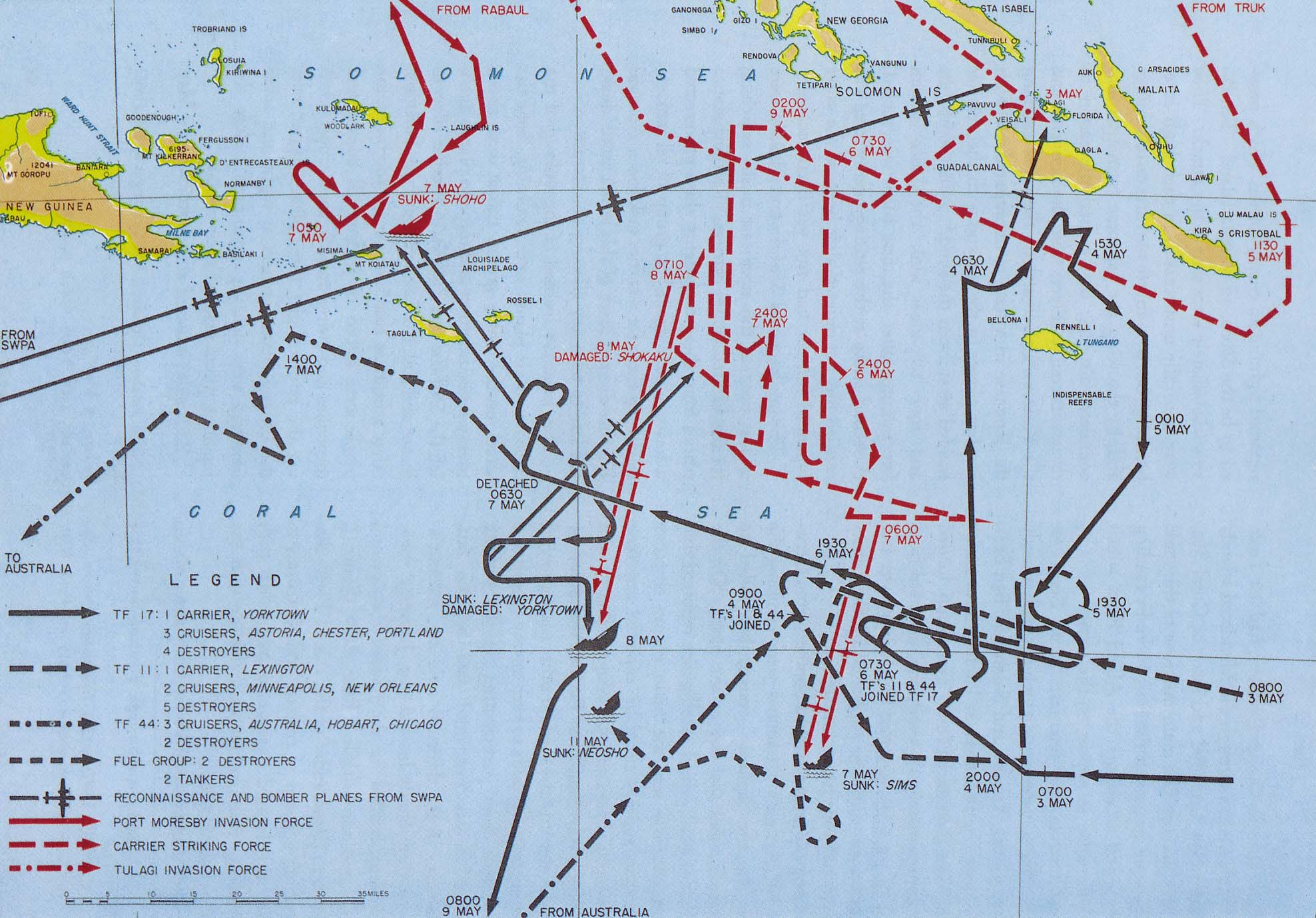
Mapa de la batalla del Mar de Coral del 3 al 9 de maig de 1942. Les accions que involucraven desembarcaments japonesos en Tulagi així com els atacs d'aeronaus del Yorktown apareixen en la part superior dreta del mapa.

El 2 de maig el coastwatcher Jack Read en Boungainville va reportar que una gran força de vaixells japonesos, la qual es creia era part de la força d'invasió a Tulagi, havia salpat de l'àrea de Buka. Més tard aquest mateix dia el coastwatcher D. G. Kennedy en Nova Geòrgia va albirar i va reportar una gran força de vaixells japonesos que es dirigia cap a les Salomó del sud. Poc després Goode i Peagam, anticipant que els japonesos atacarien amb un nombre aclaparant de tropes, van ordenar l'execució de l'operació d'evacuació que havien planejat amb anticipació, destruint equips i demolint instal·lacions en Tulagi i Gavutu-Tanambogo. Personal de la RAAF i els comandos van abordar dos petits vaixells el matí del 3 de maig amb rumb a Vila, Noves Hèbrides, just quan els vaixells de Shima van entrar a l'estret de Savo per començar els desembarcaments en Tulagi. El vaixell que transportava al personal de la RAAF va passar el dia amb el coastwatcher i oficial de districte del protectorat Martin Clemens en Aola, Guadalcanal, i va partir durant la nit.
Hidroavions procedents del Kamikawa Maru, temporalment amb base en Thousand Ships Bay a l'Illa de Santa Isabel, van donar suport al desembarcament japonès. Al voltant de 400 tropes navals, principalment del 3.ªForça Especial Naval de Desembarcament de Kure, van desembarcar en barcasses i immediatament van començar la construcció d'instal·lacions en Tulagi i Gavutu-Tanambogo. Aeronaus del Shōhō van brindar cobertura fins a començaments de la tarda, quan la força de Gotō va partir rumb a Boungainville per recarregar combustible com a preparació als desembarcaments a Port Moresby. Una vegada que les tropes es van trobar en terra, sis hidroavions van aterrar en el port de Tulagi com a part del pla d'establir una base d'hidroavions allí.
A les 17.00 del 3 de maig, Fletcher va ser notificat que la força japonesa d'invasió a Tulagi havia estat albirada un dia abans aproximant-se a les illes Salomó del sud. Incapaç de comunicar-se amb la força especial del Lexington a causa de la necessitat de mantenir silenci per radi, la força especial del Yorktown va procedir independentment cap a Guadalcanal amb l'objectiu de trobar-se en posició de llançar un atac aeri en contra dels japonesos en Tulagi l'endemà. Acompanyant al Yorktown es trobaven els creuers Astoria, Chester i Portland, a més dels destructors Hammann, Anderson, Perkins i Sims.

### Atacs aeris del 4 de maig
A les 07.01 del 4 de maig el Yorktown va llançar el seu primer atac per mitjà de 12 torpeders TBD Devastator i 28 bombarders en picat SBD Dauntless des d'una posició aproximada de 160 quilòmetres al sud de Guadalcanal. Les aeronaus van començar a atacar els vaixells de Shima ancorats prop de Tulagi a les 08.05, prenent als vaixells enemics per sorpresa i ancorats. El Okinoshima i dos destructors estaven col·locats de tal forma que poguessin proveir una barrera protectora al Azumasan Maru i al Kōei Maru, els quals estaven ocupats descarregant material i desembarcant a les tropes. Els tres dragamines just s'havien engegat per donar suport a la invasió a Port Moresby i encara es trobaven prop de Tulagi. Encara que els pilots nord-americans del primer atac van assegurar que moltes bombes i torpedes havien copejat en els vaixells ancorats, de fet només el Okinoshima va rebre danys menors i el Kikuzuki danys majors. El Kikuzuki, amb l'ajuda d'un dels cazasubmarinos, va ser encallat en Gavutu en un intent d'evitar el seu enfonsament. Durant aquest temps tots els altres vaixells levaron ancores i van intentar escapar de la badia. Un bombarder en picat nord-americà va destruir a més un hidroavió F1M2 Pete mentre aquest intentava desenganxar durant l'atac.

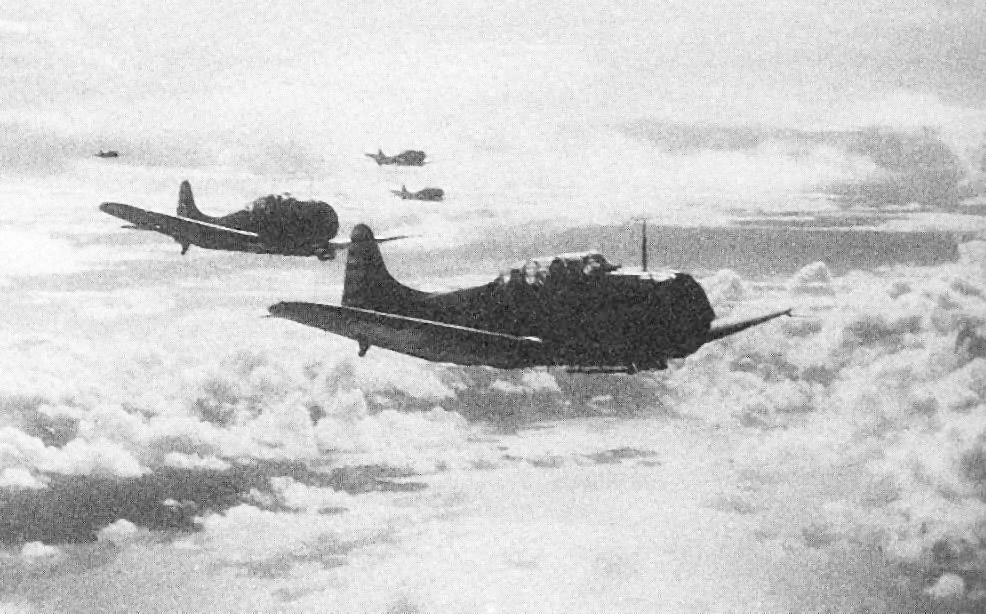
Aeronaus SBD del Yorktown tornen al portaavions després d'atacar a la flota japonesa que es trobava en la badia de Tulagi.

El segon atac del Yorktown va començar a les 12.10 amb les mateixes aeronaus que havien participat anteriorment. Encara que molts vaixells japonesos estaven navegant a màxima velocitat en un intent d'allunyar-se el més possible de la badia de Tulagi, les aeronaus enemigues van atacar i van enfonsar als dragamines #1 i #2 i van danyar severament al Tama Maru al nord-est de l'Illa de Savo. Un altre hidroavió japonès va ser derrocat per un bombarder en picat durant aquest atac. Quatre caces F4F Wildcat del Yorktown es van unir a l'atac, derrocant dues aeronaus japoneses més sobre l'illa de Florida. Els quatre caces posteriorment van metrallar a l'Iūzuki, matant al capità i altres nou membres de la tripulació, causant a més danys moderats a l'embarcació. Dos o tres hidroavions van ser danyats en Tulagi, morint els seus tripulants.
Un tercer atac menor del Yorktown va arribar a les 15.30 causant danys moderats en el Azumasan Maru i el Okinoshima. Un dels TBD del tercer atac es va perdre, es va quedar sense combustible i es va estavellar en el mar aproximadament a 60 quilòmetres al sud de Guadalcanal. Dos Wildcat del segon atac també es van quedar sense combustible i es van estavellar en la costa sud de Guadalcanal. Fletcher va enviar als destructors Hammann i Perkins per rescatar als tripulants de les tres aeronaus. El Hammann va trobar als pilots de dues caces, però el Perkins va ser incapaç de localitzar la tripulació del TBD. Tots dos destructors van tornar amb la força especial del Yorktown durant la tarda mentre que la flota s'allunyava de Guadalcanal cap al sud-est per recarregar combustible i trobar-se amb el Lexington l'endemà.

## Conseqüències

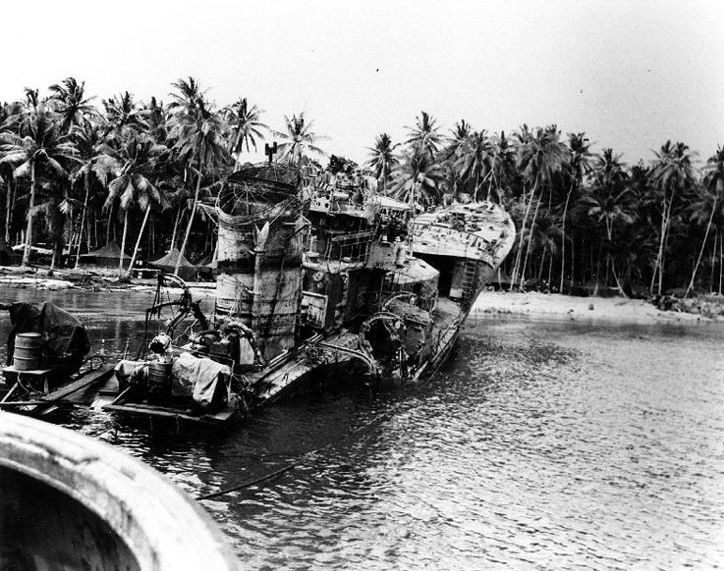
El casc oxidat del Kikuzuki, fotografiat en Tulagi a l'agost de 1943 després que forces nord-americanes arrosseguessin les restes fins a la platja.

El 5 de maig el Kikuzuki es va lliscar des de la platja de Gavutu i es va enfonsar en la badia de Tulagi (09° 07′ S, 160° 12′ E / 9.117°S,160.200°E 09° 07′ S, 160° 12′ E / 9.117°S,160.200°E / 09° 07′ S, 160° 12′ E / 9.117°S,160.200°E, 160.200).09° 07′ S, 160° 12′ E / 9.117°S,160.200°E El Tama Maru es va enfonsar l'endemà passat. Els altres vaixells danyats van poder arribar a Rabaul i Kavieng per ser reparats. El Hagoromo Maru i el Noshiro Maru #2 es van unir al grup d'invasió de Port Moresby. El 10 de maig mentre que el Okinoshima participava en el primer intent japonès de prendre les illes de Banaba i Nauru, durant la denominada Operació RY, va ser enfonsat pel submarí USS S-42 a poca distància de Nova Irlanda (05° 06′ S, 153° 48′ E / 5.100°S,153.800°E 05° 06′ S, 153° 48′ E / 5.100°S,153.800°E / 05° 06′ S, 153° 48′ E / 5.100°S,153.800°E, 153.800).05° 06′ S, 153° 48′ E / 5.100°S,153.800°E Un total de 87 membres de l'Armada Japonesa van morir durant els atacs aeris del 4 de maig, mentre que 36 membres de les forces de desembarcament van resultar greument ferits. La tripulació perduda del TBD del Yorktown va arribar a Guadalcanal després d'estar a la deriva tres dies en l'oceà. Un missioner catòlic els va portar amb Martin Clemens, qui va preparar un pot per portar-los a Sant Cristóbal, on posteriorment un altre vaixell els va portar a Nova Hèbrides. Finalment, els tripulants van poder reunir-se novament amb les forces nord-americanes.
Després d'atacar Tulagi, el Yorktown es va reunir amb el Lexington i tots dos portaavions es van enfrontar amb la resta de les forces japoneses involucrades en l'Operació Mo en la batalla del Mar de Coral del 6 al 8 de maig. Durant la batalla el Lexington va ser enfonsat i el Yorktown danyat. Els japonesos van perdre al Shōhō, que va ser enfonsat, un portaavions va resultar severament danyat, a més que van sofrir greus baixes de pilots i aeronaus. Tement més atacs aliats des d'aeronaus amb base en terra o de vaixells de guerra i incapaces de donar cobertura aèria a les seves tropes en terra, els japonesos van abandonar el pla d'atacar Port Moresby amb la intenció de realitzar-ho una altra vegada posteriorment. L'intent de prendre Port Moresby per la via marítima mai va ocórrer, principalment per la derrota de l'Armada en el mes de juny durant la batalla de Midway. En el seu lloc els japonesos van tractar d'atacar per terra, al llarg de la Sendera Kokoda. El fracàs de prendre Port Moresby al maig de 1942 tindria implicacions estratègiques importants a llarg termini, moltes de les quals involucrarien la petita base naval japonesa en Tulagi.

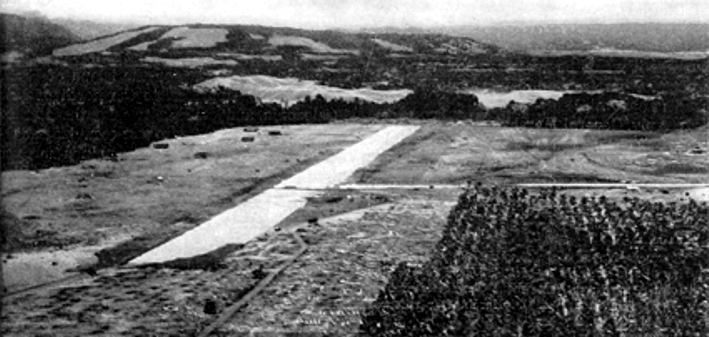
L'aeròdrom que estava sent construït pels japonesos a Lunga Point, Guadalcanal, al juliol de 1942. L'aeròdrom posteriorment va ser capturat pels Aliats i redenominat com a Camp Henderson.

Malgrat els danys que van sofrir els seus vaixells i forces de desembarcament pels atacs aeris, els japonesos van prosseguir amb la construcció d'una base d'hidroavions en Tulagi i Gavutu, rebent més reforços i treballadors de construcció durant els mesos següents. La base aviat va estar en operacions amb aeronaus del Grup Aeri Yokohama, les quals van començar patrullades de reconeixement a l'àrea a partir del 6 de maig. El 27 d'aquest mes els japonesos van inspeccionar l'àrea de Lunga Point en Guadalcanal pensant en la possible ubicació on es pogués construir un gran aeròdrom.
El 13 de juny l'Estat Major Naval va aprovar la construcció de l'aeròdrom en aquesta ubicació i el 19 l'almirall Inoue va visitar el lloc abans que es comencessin les labors de construcció. L'endemà tropes japoneses van començar a netejar l'àrea de mala herba i, el 6 de juliol, un comboi de dotze vaixells va portar 2000 treballadors japonesos i coreans més 500 tropes navals de combat perquè dirigissin els esforços.
Els coastwatchers que estaven en Guadalcanal i avions de reconeixement van observar els esforços de construcció de l'aeròdrom. Catalinas i B-17 Flying Fortress amb base a Port Moresby, Efate, Noumea i Esperit Sant van bombardejar freqüentment les bases japoneses en Guadalcanal, Tulagi i Gavutu durant diversos mesos següents, encara que no van causar danys importants. Durant els combats aeris diversos hidroavions japonesos i bombarders aliats van ser destruïts.
Els Aliats es van preocupar en gran manera per la construcció de l'aeròdrom japonès en Guadalcanal doncs, si aquest s'acabava, les aeronaus podien amenaçar les seves operacions entre Austràlia, Nova Zelanda i els Estats Units. Les dues victòries estratègiques dels Aliats en el Mar de Coral i Midway els van brindar l'oportunitat de prendre la iniciativa i llançar una ofensiva contra els japonesos. Un pla per atacar les illes del sud de les Salomó va ser concebut per l'almirall Ernest King, comandant Suprem de la Flota dels Estats Units. King va proposar impedir als japonesos l'ús d'aquestes illes perquè no poguessin amenaçar les rutes de proveïment entre els Estats Units i Austràlia, a més d'utilitzar-les com a punt de partida d'una campanya militar. El seu objectiu era neutralitzar o capturar la base japonesa més gran de Rabaul, al mateix temps que donar suport a la campanya de Nova Guinea, amb l'eventual objectiu d'obrir pas als Estats Units per poder reprendre les Filipines. L'almirall Chester Nimitz va crear el teatre del Pacífic sud, amb el vicealmirall Robert L. Ghormley al comandament per dirigir l'ofensiva dels Aliats en les Salomó.
El fracàs dels japonesos de prendre Port Moresby i la seva derrota en Midway va deixar desprotegida la seva base en Tulagi sense el suport d'altres bases. Tulagi es trobava a quatre hores de vol des de Rabaul, la base japonesa més propera. El 7 d'agost de 1942, 11 000 marines dels Estats Units van desembarcar en Guadalcanal i altres 3000 ho van fer en Tulagi i illes properes. Les tropes japoneses de Tulagi van ser aclaparades i pràcticament van morir tots els defensors durant la batalla de Tulagi i Gavutu-Tanambogo, mentre que els marines van capturar l'aeròdrom de Luga Point sense molta resistència. Així va començar la Campanya de Guadalcanal, la qual va donar com a resultat una sèrie de llargues batalles de forces combinades entre Aliats i japonesos durant els següents sis mesos la qual, juntament amb la Campanya de Nova Guinea, decidiria la destinació dels esforços de el Japó per assegurar la seva frontera sud de l'imperi en el Pacífic.